# هوشانغ هاريرشيان
هوشانغ هاريرشيان ( (بالفارسية: هوشنگ حریرچیان) (11 أغسطس 1932 - 20 أغسطس 2024)، هو ممثل كوميدي إيراني. قام بأول تجربة تلفزيونية له عام 1348 تحت عنوان "أكاس باشي" وبدأ مسيرته السينمائية بالتمثيل في فيلم "جعفر خان".

## روابط خارجية
- هوشانغ هاريرشيان في قاعدة بيانات الأفلام على الإنترنت